# Vogel Holgott und Vogel Mosam

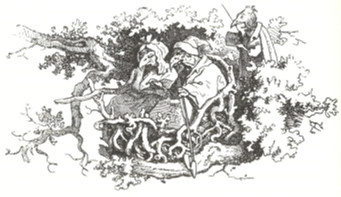
Holzschnitt, Ludwig Richter

Vogel Holgott und Vogel Mosam ist ein Tiermärchen (AaTh 160). Es steht in Ludwig Bechsteins Deutsches Märchenbuch an Stelle 75 (1845 Nr. 82) und stammt aus Antonius von Pforrs Das Buch der Beispiele der alten Weisen (Kap. 16: Von den Vögeln).

## Inhalt
Fischadler Holgott findet einen reichen Fischsee, den er einmal seinen Kindern vererben will. Seine Frau darf es ihrem Freund Mosam nicht sagen. Daher gibt sie vor, eine geheime Arznei für die Kinder holen zu wollen. Holgott lehnt ab und erzählt eine Geschichte.

## Herkunft
Die Fabel stammt, wie Nr. 56, 57, 58, 59, aus Antonius von Pforrs Buch der Beispiele der alten Weisen, einer Übertragung des indischen Panchatantra. Zumindest bei Bechstein ist sie Auftakt zu den folgenden Nr. 76 Von zwei Affen, Nr. 77 Von dem Wolf und den Maushunden, Nr. 78 Die Katze und die Maus.